# Sloane Street

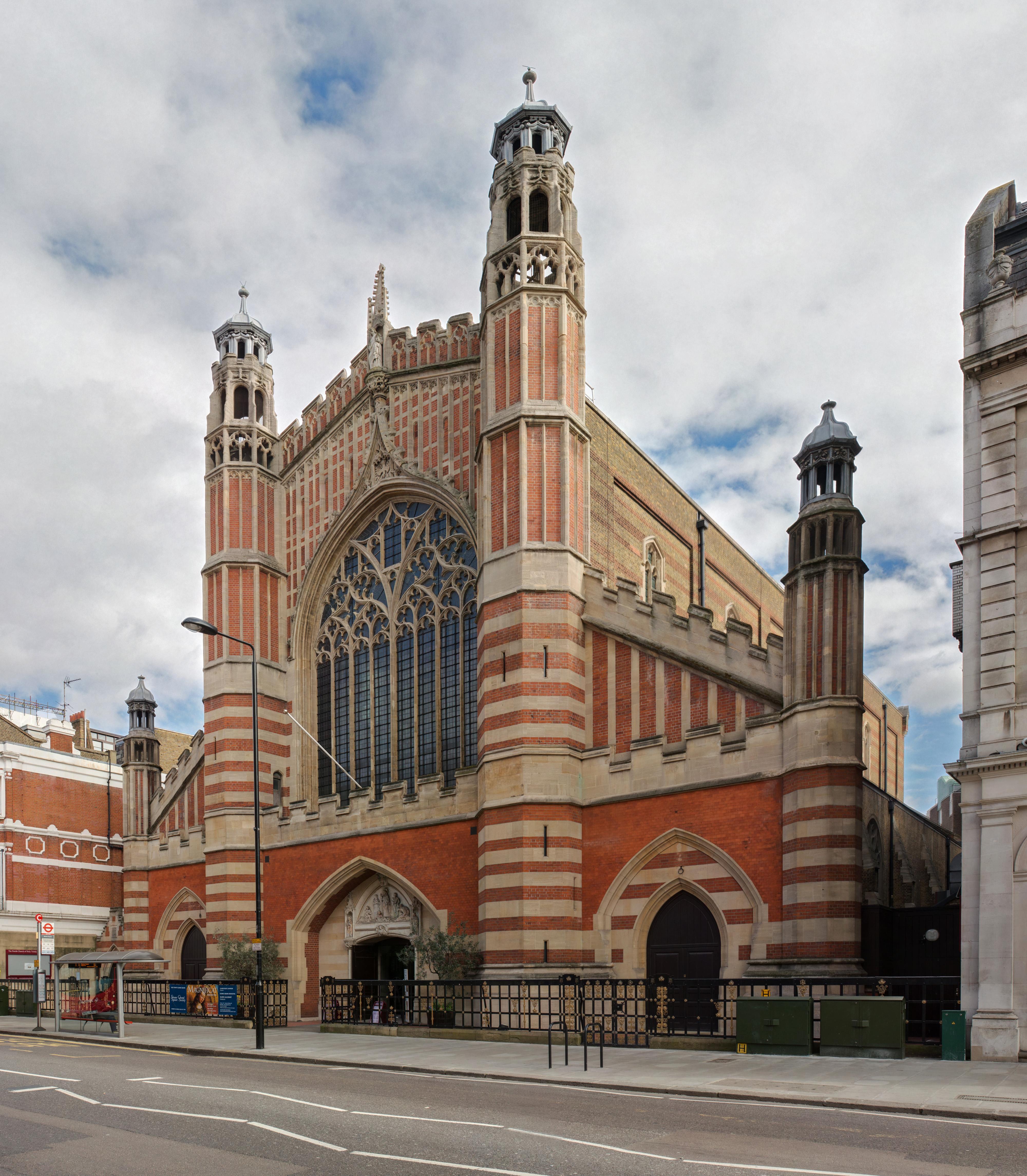
La Santa Trinità

Sloane Street è una strada che corre da nord a sud di Londra da Knightsbridge a Sloane Square; attraversa Bridge Street a circa metà strada e si trova interamente nel quartiere reale di Kensington e Chelsea. Sloane Street deve il suo nome a Sir Hans Sloane, che acquisì le terre vicine nel 1712. Numerose tenute stradali sono ancora di proprietà dei suoi discendenti, i Conti Cadogan, attraverso la Cadogan Society (Cadogan Estates).
Sloane Street è stata a lungo la strada dei negozi di moda, in particolare nella sua parte settentrionale, vicino a Knightsbridge, nota familiarmente come Upper Sloane Street. Dagli anni '90, la notorietà di Sloane Street è cresciuta ulteriormente, essendo paragonabile a Bond Street, che per due secoli è stata la via dello shopping più lussuosa di Londra. Sloane Street è attualmente sede dei marchi più prestigiosi del mondo della moda.
Sloane Street e Sloane Square sono l'origine del nome Sloane Ranger's (gioco di parole con Lone Ranger), giovani donne inglesi dell'alta borghesia che erano spesso nel quartiere. È più o meno l'equivalente femminile dell'Hooray Henry, termine che designa i giovani delle classi benestanti, alunni delle scuole pubbliche inglesi.
La metà settentrionale della strada è vicino a Knightsbridge e presenta eleganti blocchi residenziali in stile moderno, il cui ingresso è costantemente sorvegliato da guardiani come il Cadogan Hotel e il Millennium Hotel. A ovest della strada, su Basil Street e Hans Crescent si trovano i grandi magazzini Harrods nelle vicinanze. Dall'altra parte della strada, in direzione est, si arriva immediatamente a Lowndes Square.
La metà meridionale della strada è molto più individuale, con una serie di edifici in mattoni rossi tipici dello stile olandese di Pont Street, costruiti nel XIX secolo dal conte Cadogan, che ospitano eleganti appartamenti. Nella parte residenziale più esclusiva della strada, situata tra Sloane Square e Cadogan Place, si trovano alcune case indipendenti. All'inizio del 2007, alcune proprietà in questo settore sono state vendute a oltre 2.500 sterline al piede quadrato con prestiti a lungo termine.

## Edifici
Tra gli edifici più importanti vi sono:
- la Chiesa della Santissima Trinità dell'architetto vittoriano J.D. Sedding
- l'Ambasciata reale della Danimarca progettata da Arne Jacobsen
- l'Ambasciata del Perù
- l'Hotel Cadogan